# 사노크

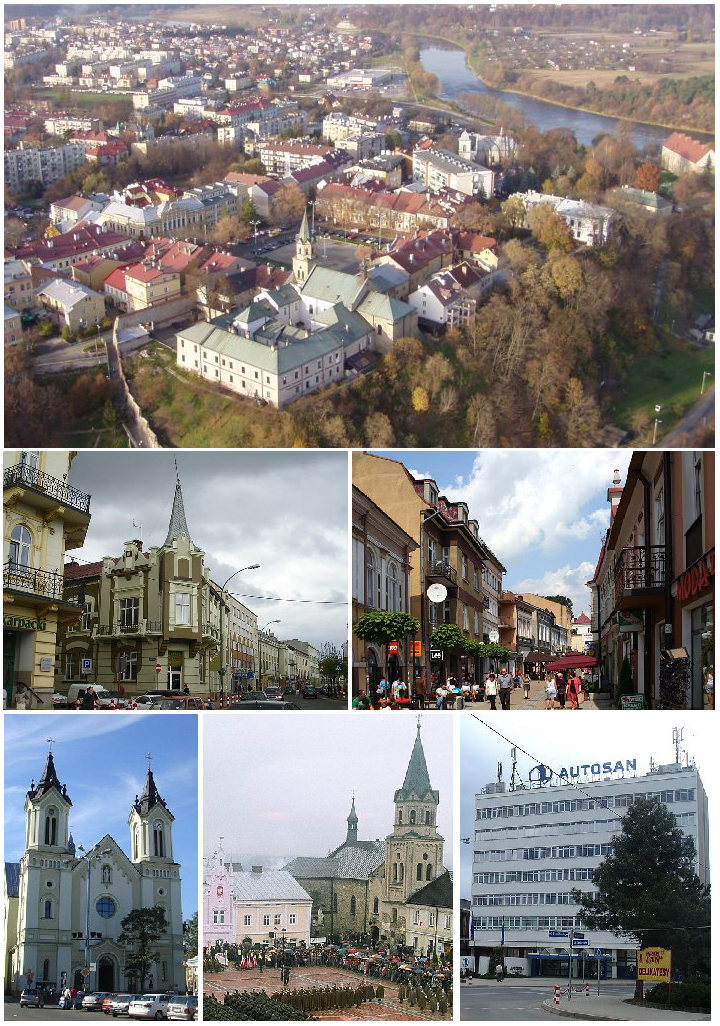
사노크

사노크(폴란드어: Sanok, 라틴어: Sanocum, 우크라이나어: Сянiк, Syanik, 이디시어: Sonik)는 폴란드 남동부 포트카르파츠키에주에 위치한 도시로, 면적은 38.15km2, 인구는 39,588명(2008년 기준), 인구 밀도는 1,000명/km2이다. 1339년 시로 승격되었으며 1975년부터 1998년까지는 크로스노주에 속해 있었다.

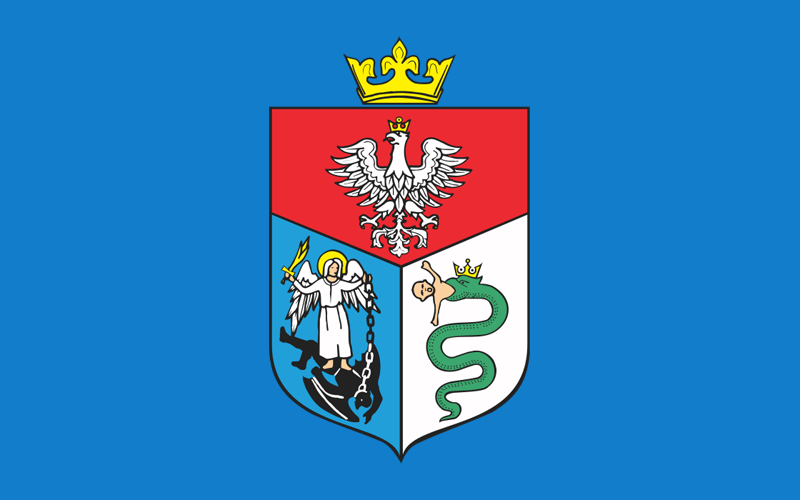
시기
시 문장

## 인구
| 연도 | 인구   | ±% p.a. |
| ---- | ------ | ------- |
| 1589 | 1,700  | —       |
| 1883 | 5,181  | +0.38%  |
| 1900 | 6,123  | +0.99%  |
| 1939 | 15,600 | +2.43%  |
| 2000 | 41,401 | +1.61%  |

## 자매 도시
- 프랑스 세스타
- 독일 퓌르스텐발데
- 독일 라인하임
- 헝가리 죈죄시
- 스웨덴 외스테르순드
- 슬로바키아 후멘네
- 우크라이나 카미야네치포딜스키